# Raggiera

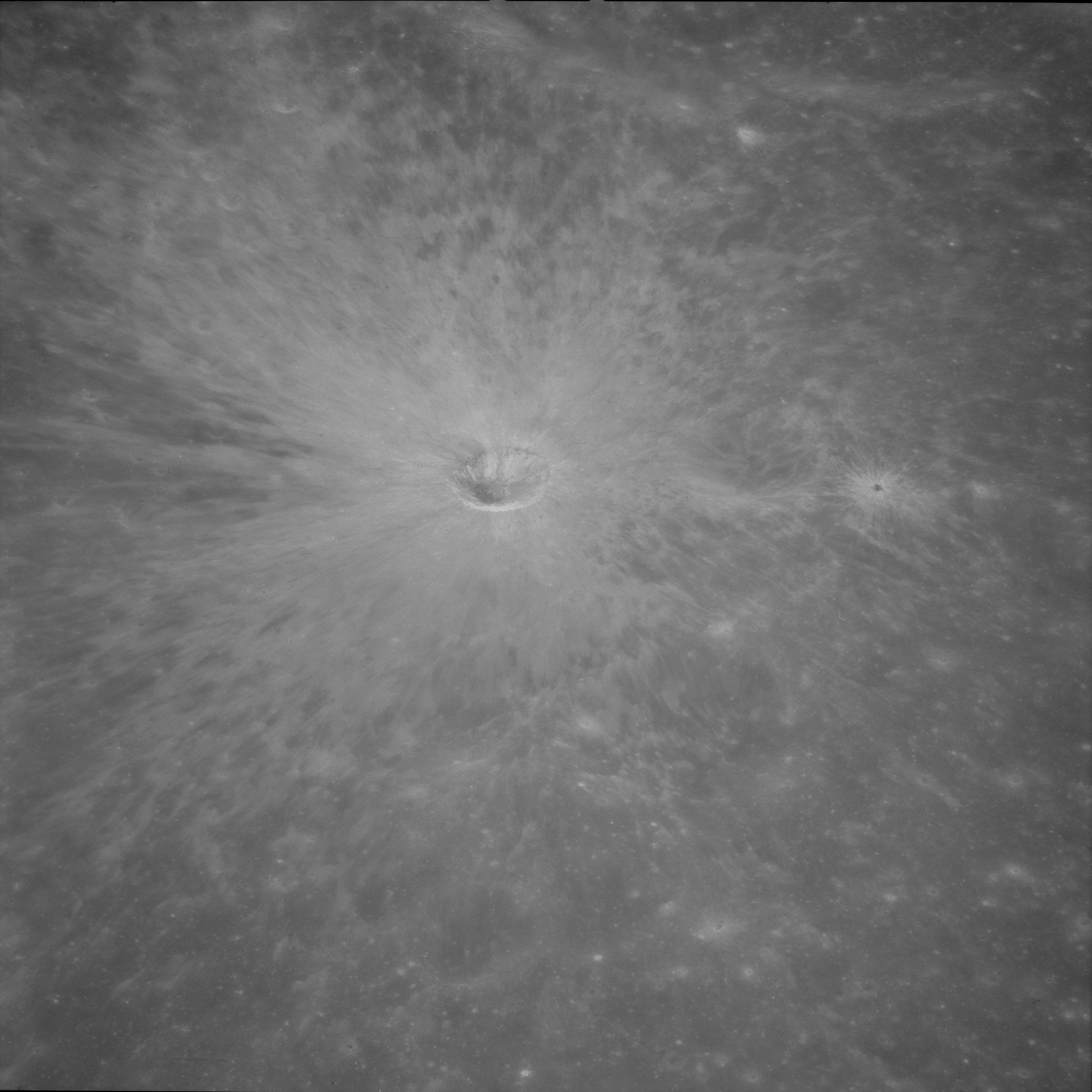
Cratere a raggiera sulla faccia nascosta della Luna.

Una raggiera in esogeologia è l'insieme di formazioni radiali composte da detriti di piccole dimensioni espulsi durante la formazione di un cratere da impatto. Le raggiere si trovano prevalentemente su quei corpi celesti che sono privi di atmosfera. Se i detriti hanno una riflettività (o albedo) differente da quella del terreno su cui si deposita, la raggiera risulta ben visibile, estendendosi spesso per distanze pari a molte volte il diametro del cratere centrale. Le raggiere sono spesso accompagnate da piccoli crateri secondari, prodotti dall'impatto dei detriti di minori dimensioni.
Le raggiere hanno tipicamente un'albedo superiore a quella del terreno circostante, apparendo così luminose sullo sfondo del terreno più scuro. Più raramente l'impatto può incidere una superficie di materiale molto scuro, come la lava basaltica dei mari lunari, producendo una raggiera negativa. 
La presenza e lo stato delle raggiere possono dare indicazioni sull'età del cratere da impatto, in quanto queste formazioni vengono erose e poi cancellate da vari processi. Il bombardamento da parte di raggi cosmici e di micrometeoriti producono una progressiva riduzione della differenza di albedo tra i detriti e il terreno sottostante. In particolare i micrometeoriti producono una vetrificazione della regolite che ne diminuisce la riflettività. Talvolta le raggiere possono essere coperte da colate di lava o da altri crateri.

## Raggiere sulla luna

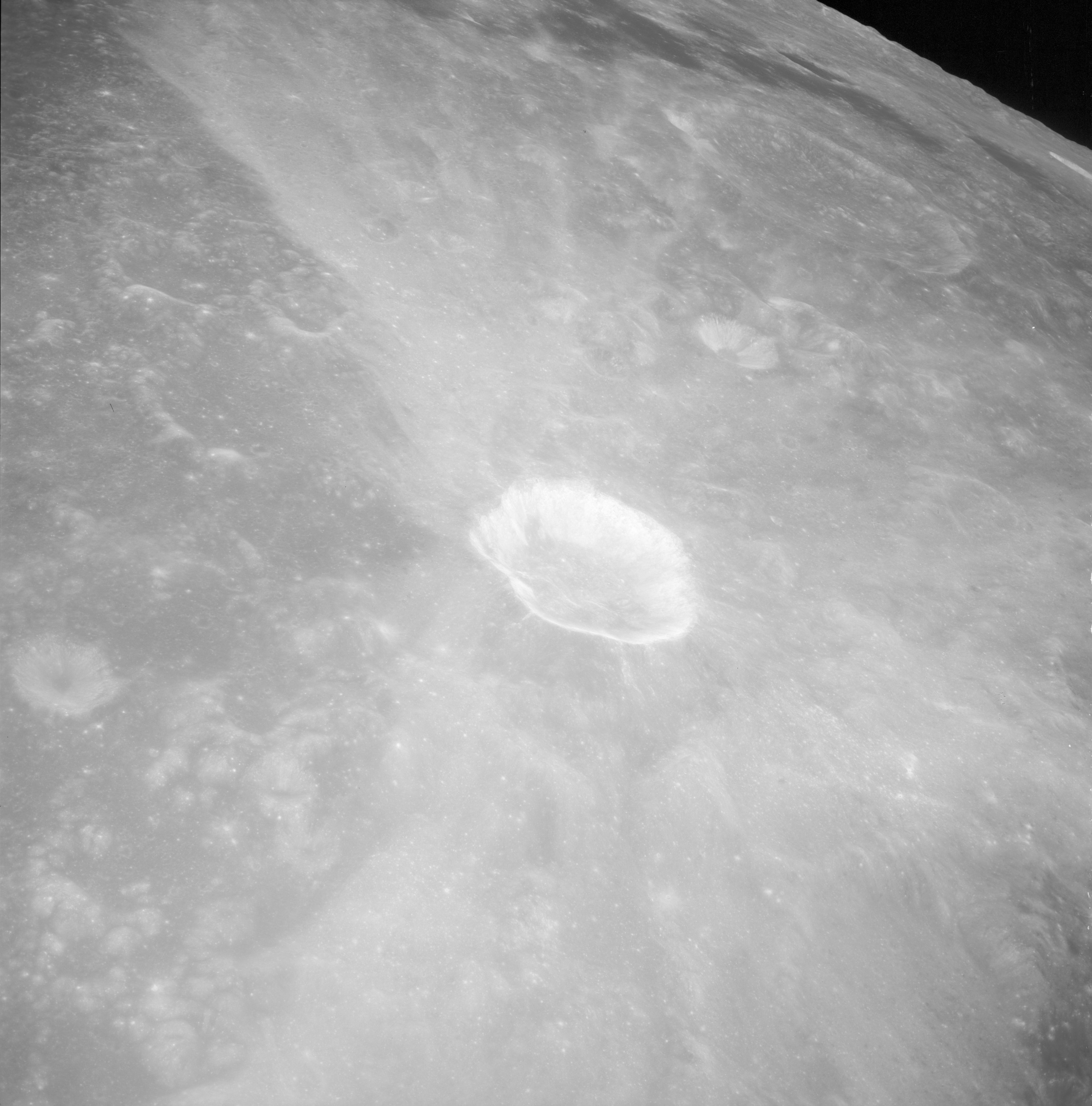
Raggiera asimmetrica intorno al cratere Proclus sulla luna.

L'effettiva natura delle raggiere lunari è stata a lungo oggetto di discussione. Le prime ipotesi suggerivano fossero depositi salini lasciati dall'evaporazione di acqua. Successivamente si ipotizzò fossero depositi di ceneri vulcaniche o di polveri. Quando l'ipotesi dell'origine meteorica dei crateri ottenne un generale consenso, Eugene Shoemaker suggerì, negli anni '60 la loro natura di depositi di frammenti scagliati dall'impatto che aveva generato il cratere centrale.
Studi recenti suggeriscono che la differenza di riflettività delle raggiere non siano sempre indicatori accurati dell'età dell'impatto. Infatti l'albedo dipende anche dal contenuto di ossido di ferro (FeO) dei detriti. Un contenuto basso di FeO produce materiale più chiaro, che mantiene un aspetto cospicuo più a lungo, rendendo necessario tener conto anche della composizione chimica locale nel calcolo dell'età geologica della raggiera.
I crateri lunari con raggiere più evidenti sono Aristarco, Copernicus, Proclus e Thyco. Raggiere simili sono state individuate anche su Mercurio e su alcuni satelliti dei pianeti esterni.